# Foules (Ferroud)
Foules est un poème symphonique composé par Pierre-Octave Ferroud de 1922 à 1924. L'œuvre est présentée au public l'année suivante, à Lyon, sous la direction de Jean Witkowski.

## Composition et création
Pierre-Octave Ferroud compose son poème symphonique Foules de 1922 à 1924, directement pour grand orchestre symphonique. La création a lieu en 1925, à Lyon, sous la direction de Jean Witkowski. La partition est dédiée à l'épouse du compositeur.

## Présentation
L'œuvre est en un seul mouvement pour grand orchestre symphonique, commençant Modéré ( = 144) à 
 (avec de nombreux changements, dès les premières mesures : 
, 
, 
, etc.) pour s'achever sur un éclat Vif ( = 176).
L'instrumentation requiert :
| Instrumentation de Foules |
| Bois |
| 2 flûtes, 1 petite flûte, 2 hautbois, 1 cor anglais, 2 clarinettes en La, 1 clarinette basse en Si , 1 saxophone alto 2 bassons, 1 contrebasson |
| Cuivres |
| 4 cors chromatiques en Fa, 4 trompettes en Ut et en Ré, 3 trombones, 1 tuba                                                                     |
| Percussions |
| Xylophone, glockenspiel, timbales, triangle, caisse claire, tambour de basque, cymbales, grosse caisse, tam-tam                                 |
| Claviers / cordes pincées |
| Piano, célesta, 2 harpes |
| Cordes |
| Premiers violons, seconds violons, altos, violoncelles, contrebasses                                                                            |

La partition est publiée par les éditions Durand en 1928. La durée d'exécution est d'environ onze minutes.

## Analyse
En 1930, René Dumesnil tient Foules de Pierre-Octave Ferroud en très haute estimes, « d'une autre veine que les Types, plus profonde, car cette pièce est une de celles où il faut chercher l'image la plus fidèle et la plus complète de notre temps. On y sent vibrer l'âme collective de la ville, on y entend la pulsation du monstre. C'est d'une poésie âpre et forte, et c'est d'un art qui n'a point de chance de se démoder plus qu'un document d'histoire ».
En 1960, l'historien de la musique Paul Pittion souligne la polarité tonale de l'œuvre, « si bémol majeur et si bémol mineur, dont la conclusion superpose les trois motifs principaux après un bref fugato ». 

## Discographie
- Emmanuel Krivine, Orchestre national de Lyon — Symphonie en La, Types, Foules et Sérénade de Pierre-Octave Ferroud (Auvidis Valois V 4810, 1998).

### Ouvrages généraux
- René Dumesnil, La musique contemporaine en France, t. II, Paris, Armand Colin, 1930, 222 p., « P.O. Ferroud », p. 34-36.
- Paul Pittion, La musique et son histoire : de Beethoven à nos jours, t. II, Paris, Éditions Ouvrières, 1960, 574 p. (BNF 33137562).